# Skałat (stacja kolejowa)
Skałat (ukr. Скалат) – stacja kolejowa w miejscowości Skałat, w rejonie tarnopolskim, w obwodzie tarnopolskim, na Ukrainie.
Stacja istniała w II Rzeczypospolitej. Dawniej linia biegła dalej do Grzymałowa. Obecnie Skałat jest stacją krańcową linii.